# Edward Teller
Edward Teller (Budapeste, 15 de janeiro de 1908 — Stanford, 9 de setembro de 2003) foi um físico teórico americano de origem húngara que, embora tenha alegado que não se importava com o título, é popularmente conhecido como "o pai da bomba de hidrogênio". Fez inúmeras contribuições para a física nuclear e molecular, espectroscopia (em particular, os efeitos Jahn-Teller e Renner-Teller) e a física de superfície. Sua extensão da teoria de decaimento beta de Enrico Fermi, sob a forma das chamadas transições Gamow-Teller, forneceram um passo importante na sua aplicação, enquanto o efeito Jahn-Teller e a teoria Brunauer-Emmett-Teller (BET) têm mantido sua formulação original e ainda são pilares da física e da química. Também fez contribuições à teoria de Thomas-Fermi, o precursor da teoria do funcional da densidade, uma ferramenta padrão moderna no tratamento da mecânica quântica de moléculas complexas. Em 1953, juntamente com Nicholas Metropolis e Marshall Rosenbluth, foi co-autor de um artigo que é um ponto de partida padrão para as aplicações do Método de Monte Carlo na mecânica estatística.
Teller imigrou para os Estados Unidos na década de 1930, e foi um dos primeiros membros do Projeto Manhattan encarregados de desenvolver as primeiras bombas atômicas. Durante este tempo fez um esforço sério para desenvolver as primeiras armas baseadas em fusão, mas estes foram adiados até depois da Segunda Guerra Mundial. Após seu depoimento controverso na audiência de habilitação de segurança do seu ex-colega de Los Alamos Robert Oppenheimer, Teller foi condenado ao ostracismo por grande parte da comunidade científica. Ele continuou a receber apoio do governo dos Estados Unidos e estabelecimento de pesquisa militar, particularmente por sua defesa para o desenvolvimento de energia nuclear, um arsenal nuclear forte, e um vigoroso programa de testes nucleares. Foi co-fundador do Laboratório Nacional de Lawrence Livermore (LLNL), e foi ao mesmo tempo o seu diretor titular e diretor associado por muitos anos.
Em seus últimos anos, tornou-se especialmente conhecido por sua defesa de soluções tecnológicas controversas para ambos os problemas militar e civil, incluindo um plano para escavar um porto artificial no Alasca utilizando explosivos termonucleares no que foi chamado Projeto Chariot. Ele era um defensor vigoroso da Iniciativa Estratégica de Defesa de Reagan. Ao longo de sua vida, era conhecido tanto por sua capacidade científica e suas relações interpessoais difíceis e personalidade volátil, e é considerado uma das inspirações para o personagem Dr. Strangelove no filme de mesmo nome de 1964.

## Juventude e educação
Teller nasceu em Budapeste, Hungria (então Áustria–Hungria), em uma família judia, em 1908. Seus pais eram Ilona (nascida Deutsch), uma pianista, e Max Teller, um advogado. Apesar de ter sido criado em uma família judaica, mais tarde tornou-se um agnóstico. Ele desenvolveu a capacidade de falar mais tarde do que a maioria das crianças, mas tornou-se muito interessado em números, e gostava de calcular grandes números mentalmente para se divertir.
Deixou a Hungria em 1926 (em parte devido à regra discriminatória em número fixo sob o regime de Miklós Horthy). O clima político e revoluções na Hungria durante a sua juventude incutiram-lhe uma animosidade persistente tanto para o comunismo como para o fascismo. Quando era um jovem estudante, seu pé direito foi cortado em um acidente de bonde em Munique, que o obrigou a usar um pé protético, o deixando marcado ao longo da vida. Werner Heisenberg disse que era a resistência de seu espírito, ao invés do estoicismo, que lhe permitiu lidar tão bem com o acidente. Formou-se em engenharia química na Universidade de Karlsruhe e recebeu seu Ph.D. em física sob a orientação de Werner Heisenberg na Universidade de Leipzig. Sua tese de doutorado lidava com um dos primeiros tratamentos precisos da mecânica quântica do íon molecular de hidrogênio. Em 1930, fez amizade com os físicos russos George Gamow e Lev Landau. Sua amizade ao longo da vida com um físico tcheco, George Placzek, foi muito importante para o seu desenvolvimento científico e filosófico. Foi Placzek que arranjou uma estadia de verão em Roma, com Enrico Fermi para o jovem Teller, orientando, assim, sua carreira científica em física nuclear.

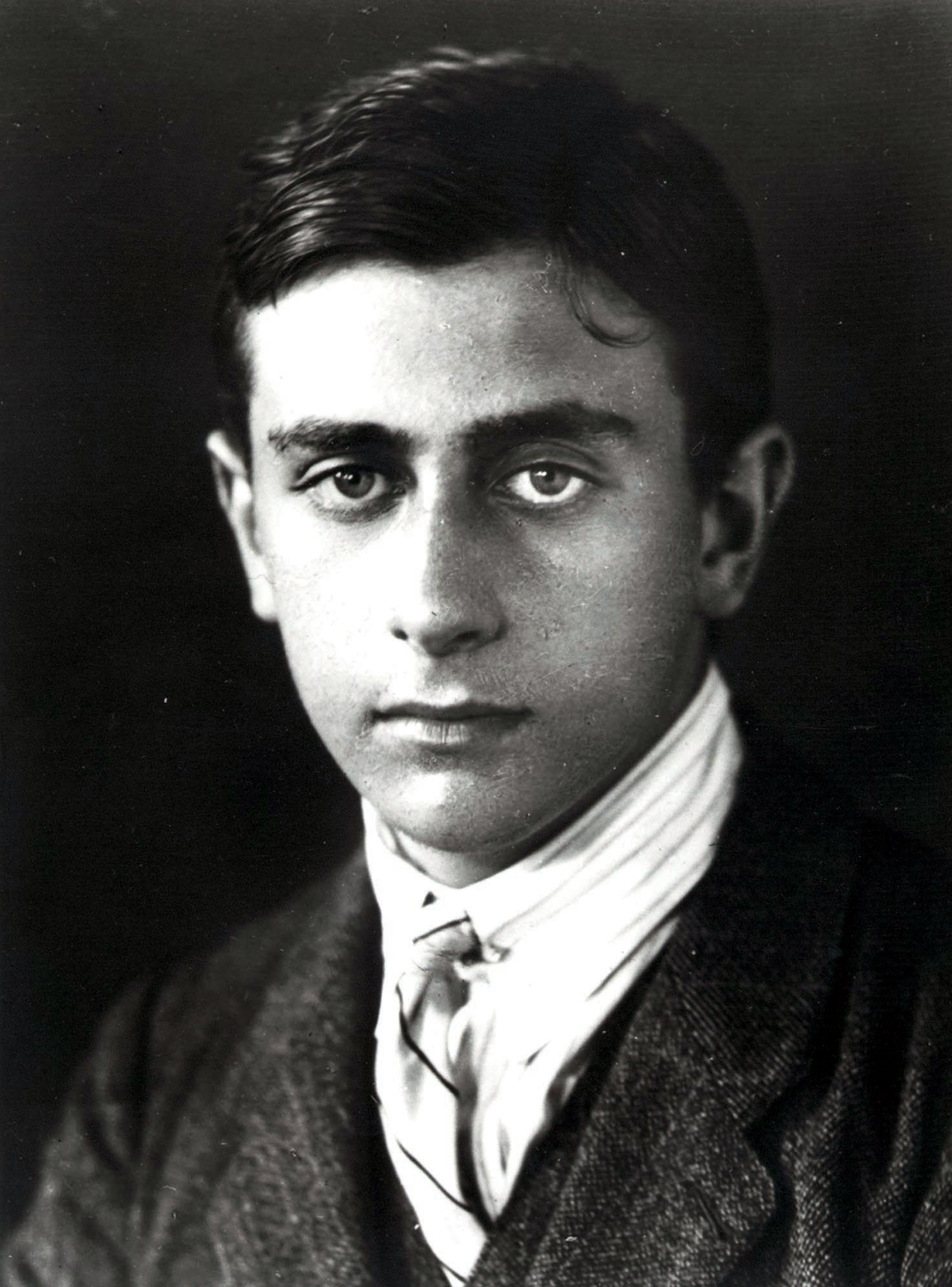
Teller em sua juventude.

Teller passou dois anos na Universidade de Göttingen, e a deixou em 1933 com a ajuda do Comitê Internacional de Resgate. Ele foi brevemente para a Inglaterra, e mudou-se por um ano para Copenhague, onde trabalhou como assistente de Niels Bohr. Em fevereiro de 1934, ele se casou com Augusta Maria "Mici" (pronuncia-se "Mitzi") Harkanyi, a irmã de um amigo de longa data.
Em 1935, graças ao incentivo de George Gamow, Teller foi convidado para os Estados Unidos para se tornar um professor de física na Universidade George Washington (GWU), onde trabalhou com ele até 1941. Antes da descoberta da fissão em 1939, Teller foi contratado como um físico teórico, trabalhando nos campos da física quântica, molecular e nuclear. Em 1941, depois de se tornar um cidadão naturalizado dos Estados Unidos, o seu interesse virou-se para o uso da energia nuclear, tanto de fusão como de fissão.
Na GWU, Teller previu o efeito Jahn-Teller (1937), que distorce moléculas em determinadas situações; isto afeta as reações químicas de metais, e em particular a coloração de certos corantes metálicos. Ele e Hermann Arthur Jahn analisaram-no como um pedaço de física puramente matemática. Em colaboração com Brunauer e Emmet, Teller também deu uma contribuição importante para a física e química de superfície, a chamada isotérmica Brunauer-Emmett-Teller (BET).
Quando a Segunda Guerra Mundial começou, queria contribuir para o esforço do conflito militar. A conselho do bem conhecido especialista em aerodinâmica da Caltech e companheiro emigrante húngaro Theodore von Kármán, Teller colaborou com seu amigo Hans Bethe no desenvolvimento de uma teoria da propagação de ondas de choque. Nos últimos anos, sua explicação do comportamento do gás por trás dessa onda foi valiosa para os cientistas que estudavam misseis de reentrada.

## Projeto Manhattan
Esteve entre os primeiros cientistas a serem recrutados para o chamado Projecto Manhattan, no Laboratório Nacional de Los Alamos, onde trabalhou até regressar à Universidade de Chicago em 1946. Voltou a Los Alamos em 1950 mas não foi escolhido para dirigir o programa de teste da bomba de hidrogénio, ou bomba H, estabelecido pelo presidente Harry Truman. Assim, abandonou o projecto em 1952 para se tornar co-fundador e director de um novo e rival laboratório de pesquisa de armas nucleares designado Laboratório Nacional Lawrence Livermore, em Livermore, Califórnia.
Sendo um anticomunista feroz, Teller testemunhou contra J. Robert Oppenheimer em 1954, seu antigo colega em Los Alamos, durante a chamada "caça às bruxas" movida pelo senador Joseph MacCarthy. Este posicionamento levou-o a ser ostracizado pela maioria da comunidade científica mas, no entanto, Teller continuou a contar com apoio dos aparelhos políticos e militares dos Estados Unidos. Lutou incessantemente para manter os Estados Unidos na liderança da corrida armamentista durante a Guerra Fria, apelando ao desenvolvimento de avançado armamento termonuclear e á manutenção de testes nucleares. Na década de 80 do Século XX, Teller tornou-se o grande impulsionador do Programa de Defesa Estratégica, mais conhecido por "Guerra das Estrelas", defendido pelo Presidente Ronald Reagan. Este programa previa o desenvolvimento do uso de raios laser abastecidos por bombas de fissão com o objectivo de destruir mísseis nucleares soviéticos. Foi também sua ideia o projecto de criação de um porto artificial no Alasca, usando explosivos termonucleares.
Ao longo da sua vida, Teller era conhecido pelo seu brilhantismo científico mas possuindo enormes dificuldades nas relações interpessoais. A sua intensa apologia do uso de armas nucleares levou-o a ser considerado como um dos cientistas que se encaixam plenamente no estereótipo do cientista louco, sendo que o seu sotaque e as sobrancelhas cerradas que possuía aumentavam o efeito. É também da opinião popular que o personagem Dr. Strangelove, no filme satírico que Stanley Kubrick realizou em 1964 intitulado Dr. Strangelove or: How I Learned to Stop Worrying and Love the Bomb, teria sido inspirado em Teller. Em 1991 foi premiado com o primeiro Prémio IgNobel da Paz em reconhecimento pelos seus "esforços de uma vida inteira para alterar o significado da paz tal como a conhecemos".
Entre outras honrarias, recebeu o Prémio Albert Einstein, o Prémio Enrico Fermi e a Medalha Nacional de Ciência. Foi membro da Academia de Artes e Ciências dos Estados Unidos, da Associação Americana para o Avanço da Ciência, e da American Nuclear Society (Sociedade Nuclear Americana). Foi também nomeado como parte do grupo dos Cientistas dos Estados Unidos a serem escolhidos para Pessoa do Ano da revista americana Time. Menos de dois meses antes do seu falecimento foi agraciado com a Medalha Presidencial da Liberdade, pelo Presidente George W. Bush.
Apesar de ter saído da Hungria há várias décadas, Teller nunca esqueceu a sua herança cultural nem a sua língua. Após a queda do comunismo, ele visitou várias vezes o seu país natal e acompanhou com atenção as mudanças políticas em andamento.